# Arch Linux
Arch Linux (/ɑːrtʃ/)是一个独立开发的x86-64架构通用GNU/Linux发行版，它致力于通过滚动更新来提供大多数软件的最新稳定版本。默认安装是一个最小的基本系统，由用户自行添加需要的软件。Arch Linux使用pacman作为包管理器。
Arch Linux采用滚动更新。Arch Linux努力维护其软件的最新稳定版本，除非需要合理地避免系统包损坏。
Arch Linux以社区Wiki的形式提供文档，称为ArchWiki。

## 历史
- 由加拿大程序設計師兼吉他手 Judd Vinet 从 2001 年早期开始开发 Arch Linux，并在 2002 年 3月 11 日正式发行 0.1 版。
- 2007 下半年，Judd Vinet 退出了 Arch Linux 的开发，改由 Aaron Griffin 接手。[7]
- 2012 年 7 月发行的 Arch Linux 安装 ISO 映像开始放弃安装框架转为使用不同的辅助脚本。[8]并逐步开始将初始化系统迁移至 Systemd 。
- 2017 年 1 月，宣布将放弃 i686 架构的支持，2017 年 2 月发布的安装介质中不再包含 i686 环境。[9]并于2017年11月底彻底抛弃 i686 支持。[10]
- 2020 年 2 月 24 日，Aaron Griffin 宣布，由于他对该项目的参与有限，他将在投票期后将该项目移交给 Levente Polyak负责。
- 2021 年 4 月，Arch Linux 安装映像开始默认包含引导式安装脚本。[11]
- 2021 年底，Arch Linux 开发人员发布了 Pacman 6.0，支持并行下载。[12]
- 2022 年 2 月，Arch Linux 开发人员开始提供调试包。[13]

## 设计及原则
Arch Linux 项目注力于简洁主义，其贡献在于对发行版的组件提供具有良好注释的配置文件，而非带有图形界面的配置工具。因此該發行版被稱為適合“不惧怕命令行的中高级Linux用户”。
|                                                      | 依赖复杂的工具来管理整个系统的结果是给最终用户带来恶化的体验。[...] “如果你尝试隐藏系统的复杂性，于是就得到一个更加复杂的系统。” 为了隐藏内部机制而设置抽象层并非良好的架构方法，而应该把内部机制设计得精良而无需隐藏。 |
| ——Aaron Griffin，http://phraktured.net/arch-way.html | |

### 原则
以下原则构成了通常所指的 Arch 之道，或者说 Arch 的哲学。
- 简单：避免任何不必要的添加、修改和复杂增加。
- 现代：尽全力保持软件处于最新的稳定版本，采用滚动升级策略，安装之后可以持续升级。
- 实用：开发者依赖基于事实的技术分析和讨论，避免政治因素，不会被流行观点左右。仓库中既提供了开源、自由的软件，也提供了闭源软件。实用性大于意识形态。
- 用户中心性：尽管许多 GNU/Linux 发行版都试图对用户更加友好，但 Arch Linux 一直是，并且将始终保持以用户为中心。该发行版旨在满足为其贡献者的需求，而不是试图吸引尽可能多的用户。它面向精通 GNU/Linux 的用户，或任何愿意阅读文档并解决自己问题的自己动手的态度的人。也鼓励每一个用户 参与 和贡献，报告和帮助修复 bugs（页面存档备份，存于），提供软件包补丁和参加核心 项目（页面存档备份，存于），Arch 的开发人员是志愿者，积极的贡献者通常会发现自己成为该团队的一部分。
- 多功能性：Arch Linux 是一个通用的发行版。安装时只提供命令行环境；用户无需删除不需要的包，而是可以通过在x86-64架构的官方软件仓库中提供的数千个高质量包中进行选择来构建自定义系统。 Arch 是一个由pacman支持的滚动发布模型， pacman是一个轻量级、简单和快速的包管理器，允许使用一个命令持续升级整个系统。Arch 还提供Arch Build System，一个类似于BSD Ports的系统，可以轻松地从源代码构建和安装包，也可以与一个命令同步。此外，Arch 用户软件仓库包含数千个社区贡献的PKGBUILD脚本，用于使用makepkg应用程序从源代码编译可安装包。用户也可以轻松地构建和维护自己的自定义软件仓库。

## 安装
访问下载 （页面存档备份，存于）页面，获取ISO镜像，安装映像可以通过USB 闪存驱动器、光盘或具有PXE的网络提供给目标计算机。参考官方的 Arch Linux的指南 （页面存档备份，存于）进行安装。
Arch Linux 的安裝程序是基於CLI命令行界面的，並不存在圖形用戶界面，但有數個衍生發行增加了圖形安裝界面。

## 特点
- Arch Linux简单的设计让它容易被轻松扩展和配置成为任何想要的系统类型。
- 通过二进制管理系统pacman，仅需一个命令就能完成安装、升级等多个操作。除此之外，用户仓库 AUR 由世界各地的 Arch Linux 用户驱动，提供了海量的非官方软件以供选择。
- Arch Linux不採跨版本升級而採用滾動更新，故Arch Linux的軟件包時常會維持在開發者的最新版本。
- Arch Linux有一个完整的Wiki和社区体验，使用户容易上手并解决各种问题

## 软件管理

### Pacman
pacman 是 Arch Linux 的软件包管理器，具有依赖处理和构建软件包的功能。

### 軟件倉庫
现时存在以下官方仓库：
- core，包含启动系统所必需的、链接互联网时可能需要的、编译软件包时需要的、检查、修复文件系统的工具、在安装过程中可能用到的软件包和它们的依赖。
- extra，提供基本系统不需要的软件包，包括桌面环境和其他程式。该仓库由社区软件包维护者和Arch开发者共同维护。
- multilib，为x86_64用户提供的支援在64位元环境下使用32位元软件的集中化仓库。

此外，也存在testing仓库，包含还未进入其他仓库的候选包。现时存在以下测试仓库：
- core-testing，包含为core准备的软件包。
- extra-testing，包含为extra准备的软件包。
- multilib-testing，包含为multilib准备的软件包。

尚处于开发阶段的GNOME和KDE有时会被放在以下专门的测试仓库中：
- gnome-unstable，包含不稳定版GNOME的软件包。
- kde-unstable，包含不稳定版KDE的软件包。

core-staging、extra-staging和multilib-staging被用来进行一些软件包的重新构建，以避免损坏各testing中的软件包。
unstable仓库已在2008年7月撤销，其中的大部分软件包也已移动至其他仓库。
在官方仓库以外还存在一些非官方的用户仓库，其中最知名的是托管在Arch Linux站点上的Arch User Repository（AUR）。此外也有不少用户独立建立的非官方仓库。

### Arch 编译系统
Arch 编译系统 （Arch Build System，ABS）是一套能從源代码编译软件的类 ports 系统。Pacman 是 Arch 下特定的二進制安裝包管理工具（也包括管理那些從 ABS 構建的二進制安裝包），而 ABS 則是 Arch 下特定的編譯工具，將源代碼編譯為一個可供安裝的 .pkg.tar.xz 包。
2017年5月15日，Arch Linux宣布放弃支持ABS，并推荐用户切换到 ASP（页面存档备份，存于） 。

### Arch 用户软件仓库
Arch 用户软件仓库（Arch User Repository，AUR）是一个面对广大Arch用户、以社区为主导的软件仓库。AUR的初衷是组织社区内分享PKGBUILD，并且促使热门的用户贡献软件包进入extra软件库。
AUR被称为Arch的新软件包的发源地，在AUR里用户贡献出他们自己的软件包。AUR社区对它们进行投票或反对，一旦某个软件包拥有足够多的票数，AUR的受信用户就会将它加入到[extra]软件库，使得可以通过pacman和ABS来使用它们。

### Arch Linux 中文社区仓库
Arch Linux 中文社区仓库是由 Arch Linux 中文社区驱动的非官方软件仓库，包含许多官方仓库未提供的额外的软件包，以及已有软件的 git 版本等变种。一部分软件包的打包脚本来源于 AUR，但也有许多包与 AUR 不一样。

## 衍生發行
- ArchBang - 一个默认使用OpenBox桌面环境的发行版。
- Manjaro Linux - 一个提供XFCE/KDE/GNOME桌面环境的发行版，其應用程式倉庫獨立於Arch Linux。
- Chakra GNU/Linux - Chakra 项目发布的使用KDE桌面环境的半滚动发行版。
- EndeavourOS - 一个允许安装时选择 KDE（默认）、Gnome、Cinnamon、Budgie 和 Xfce 等多种桌面环境的发行版，是 2019 年终止开发的 Antergos 的继任者。
- Parabola GNU/Linux-libre - 基于 Arch Linux 的一个完全自由的 GNU/Linux 发行版，被收录在自由软件基金会的完全自由发行版列表（页面存档备份，存于）中。
- SteamOS 3.0 - Steam Deck的預設系統，為執行電子遊戲而設計。
- Arch Linux ARM - Asahi Linux 官方支持系統之一使用 Arch Linux ARM。[20]

## Logo
现在的Arch Linux图标由Thayer Williams设计的。在2007年替换了之前的Logo。

## 歷史版本
Arch Linux的首个版本发行于2002年，但是发行周期较不规律 ，从2012年7月开始安装介质改为每月发行一次。目前Arch Linux安装是採用網路進行下載與升級。

## 参看
- Linux
- Chakra
- Manjaro Linux
- EndeavourOS